# Empfängniszeit
Die Empfängniszeit ist ein Zeitraum, der zur Feststellung der Vaterschaft herangezogen wird.

## Deutschland
Im deutschen Recht wird die Empfängniszeit in § 1600d Abs. 3 Satz 1 BGB als der Zeitraum vom 300. bis zum 181. Tag vor der Geburt eines Kindes per Gesetz vermutet; bis zum Inkrafttreten des Kindschaftsrechtsreformgesetzes im Jahr 1998 begann die Frist bereits am 302. Tag vor der Geburt. Diese Zeitberechnung kann aber auch widerlegt werden: Steht fest, dass das Kind vor oder nach diesem Zeitraum empfangen wurde, so gilt dieser abweichende Zeitraum als Empfängniszeit (§ 1600d Abs. 3 Satz 2 BGB).
Hatte ein Mann während der Empfängniszeit mit der Mutter Vaginalverkehr (im Gesetz als „beiwohnen“ bezeichnet), wird er bei der gerichtlichen Vaterschaftsfeststellung gemäß § 1600d Abs. 1, 2 BGB als Vater vermutet, sofern „keine schwerwiegende[n] Zweifel an der Vaterschaft bestehen“; für den Fall, dass eine Mutter in der Empfängniszeit mit mehr als einem Mann Vaginalverkehr hatte, siehe Mehrverkehr.

## Österreich
Im österreichischen Recht dauert der Zeitraum gemäß § 148 ABGB Abs. 2 vom 300. bis zum 180. Tag vor der Entbindung. Auch hier wird als Vater derjenige vermutet, der der Mutter während dieses Zeitraums beigewohnt hat, sofern er die Vermutung nicht gemäß § 148 Abs. 2 ABGB entkräften kann.
Wurde während des Zeitraumes eine medizinisch unterstützte Fortpflanzung mit dem Samen eines Dritten durchgeführt, wird gemäß § 148 Abs. 3 derjenige als Vater festgestellt, der der medizinisch unterstützten Fortpflanzung in Form eines Notariatsakts zugestimmt hat. Es sei denn, er kann nachweisen, dass das Kind nicht durch die medizinisch unterstützte Fortpflanzung gezeugt wurde.
Ein Dritter, der seinen Samen einem für die medizinisch unterstützte Fortpflanzung zugelassenen Krankenhaus mit dem Willen, nicht selbst als Vater festgestellt zu werden, überlassen hat, und dessen Samen für eine medizinisch unterstützte Fortpflanzung genutzt wird, kann gemäß § 148 Abs. 4 nicht als Vater festgestellt werden.